# Партія вігів (США)

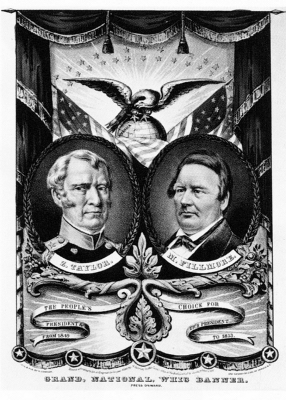
Передвиборний плакат Закарі Тейлора і Мілларда Філлмора (вибори 1848 р.)

Партія вігів — політична партія США, існувала в 1832—1856 роках. Партія виникла як опозиція демократії Ендрю Джексона і Демократичної партії. Зокрема, віги підтримували верховенство конгресу над виконавчою владою і просували програму модернізації та економічного протекціонізму. Тривалий час партія займала місце у двопартійній системі американської політики.
Назва партії перегукується з прізвиськом американських патріотів у період Американській революції, які боролися проти британської метрополії, коли вігами (від назви британської партії вігів) називали людей — супротивників авторитарного правління. Серед відомих членів партії вігів були Деніел Вебстер, Вільям Генрі Гаррісон та їх постійний лідер Генрі Клей. Авраам Лінкольн був лідером вігів в Іллінойсі.

## Президенти від партії вігів
Двоє обраних президентами США належали до партії вігів: Вільям Генрі Гаррісон (здобув перемогу на виборах 1840 року) і Закарі Тейлор (переміг на виборах 1848 року). Обидва були воєначальниками, з іменами яких асоціювалися видатні перемоги, причому якщо Гаррісон був активний у політичному житті протягом тривалого часу, для Тейлора президентські вибори стали фактично дебютом у політиці. Так склалося, що обидва померли на посаді президента після короткого правління. Гаррісон помер за місяць після інаугурації, у квітні 1841 року, і віце-президент Джон Тайлер зайняв його місце, проте його виключили із партії. Герой Американо-мексиканської війни Закарі Тейлор був президентом трохи більше року (з березня 1849 року до липня 1850). Після його смерті президентом став віце-президент віг Міллард Філлмор, який, попри це на наступних виборах 1852 року не був номінований від вігів.
Через війну та внутрішньопартійний розкол у зв'язку з питанням про розширення рабовласництва на нових американських територіях віги висунули не Філлмора, а генерала Вінфілда Скотта, який зазнав поразки від демократичного кандидата Франкліна Пірса. Після поразки багато вігів перейшли на бік демократів або увійшли у новостворену Республіканську партію. Інші створили партію Know Nothing (укр. нічого не знаю), що невдало висувала Філлмора на виборах 1856 року.